# グジャラート語
グジャラート語（グジャラートご、ગુજરાતી [ɡuʤəˈrɑːtiː]: グジャラーティー）はインド西部のグジャラート州の公用語で、インド連邦レベルでも憲法の第8付則に定められた22の指定言語のひとつである。インド・ヨーロッパ語族のインド・イラン語派に属す。
名詞は、男性名詞・女性名詞・中性名詞の3つの性を持つ。

## 分布
世界で4600万人が話し、世界で23番目に話者の多い言語である。そのうち、約4550万人がインドに、約15万人がウガンダに、約5万人がケニアに、おおよそ10万人がパキスタンに住んでいる。
グジャラート州の公用語である。またインド連邦レベルでも憲法の第8付則に定められた22の指定言語のひとつである。
グジャラート語はグジャラート州に隣接する連邦直轄地域のダマン・ディーウ、ダードラー及びナガル・ハヴェーリーでも主要な言語である。
イギリスと北米にもグジャラート語の話者が多数いる。英国ではレスター（ミッドランド）とロンドン北部のウェンブリーがグジャラート語のポピュラーな地域である。アメリカでは、ニュージャージー州、ニューヨーク州、カリフォルニア州とテキサス州でグジャラート語がポピュラーである。世界に広くグジャラート語の話者が広がっているために、公式用語である非在住インド人（Non Resident Indian: NRI）と呼ばれるよりは、非在住グジャラート人（Non Resident Gujarati: NRG）と冗談で呼ばれることもある。
グジャラート語は「インドの父」マハートマー・ガーンディーと「パーキスターンの父」ムハンマド・アリー・ジンナーの母語である。

## 歴史
グジャラート語の前身はアパブランシャにさかのぼることが出来る。アパブランシャは、アンヒルワーラー (パータン) のソーランキー王朝の王シッダラージ・ジャヤシンの治世のジャイナ教の僧であり、高名な学者であったヘーマチャンドラによって文法が記述された。アパブランシャはプラークリットの最後の段階にある文学語であるが、後期になるとグジャラート語の要素を含むようになった。
もっとも古い文学作品は口頭伝承で伝えられているもので、17世紀の2人の熱烈な支持者、クリシュナの崇拝者と偉大な平等主義者のナラシンハ・メヘター (Narasinh Mehta) に起源が遡れる（後にガーンディーの発想の基となった）。ナラシンハ・メヘター自身の話はプレーマーナンダ (Premananda) の長い語りに編集されており、偉大な詩人を意味する"maha-kavi"（“マハー・カヴィ”）と現代の言語史研究者たちに認められている。彼が生きていたのは、おそらく17世紀末である。その他には、多数の詩人がバクティと現在では呼ばれているヒンドゥー教の信仰活動のなかで活躍した。
プレーマーナンダは"vyakhyan-kar"（“ヴィヤキヤン-カール”）と呼ばれる吟遊詩人で、題材を詳しく何行もの歌にのせて語った。語りが流暢であったので、何百行にもわたる歌も人々の記憶に残り、朝のお勤めまで歌われた。この意味では、インドにはもっと古いヴェーダの伝統がかなり後まで残っていたのは確かである。
グジャラート地方と言語への近代的な調査は英国の行政官アレクサンダー・フォーブスによる。19世紀にこの土地の過去千年の歴史を調べ、多数の手写本をまとめた。グジャラート語を扱っている学術団体で、彼にちなんだ名前のついているファーバス・グジャラーティー・サバー (Farbas Gujarati Sabha) はムンバイーに本部がある。

## 音声
グジャラート語は [ə a i u e ɛ o ɔ] の8種類の母音を持つ。母音の長短は区別せず、歴史的な i ī および u ū はそれぞれ合流してひとつの母音になっている。
[e o] 以外の 6母音については鼻母音も発達している。
グジャラート語の母音の特徴に息もれ声（つぶやき声）の母音がある。この母音は、歴史的には子音 [ɦ] または開放時につぶやき声を持つ子音（有声帯気音）と隣接する母音が融合したものである。つぶやき声を上付きの h で表すと、以下のような対立をなす。
| 意味   | グジャラート語 | ヒンディー語 |
| ------ | -------------- | ------------ |
| 外     | bāʰr           | bahār        |
| 十二   | bār            | bārah        |
| おもし | bhār           | bhār         |

グジャラート語の子音には以下のものがある。ヒンディー語にない特徴的な子音に、そり舌側面音 /ɭ/ がある。括弧内は外来語に出現する。また、ḍ ḍh は母音間ではヒンディー語と同様に [ɻ ɻʱ] と発音される。
ph は実際には摩擦音化して [f] になる。また、母音間では他の無声帯気音も摩擦音化し、有声帯気音は弱化する。
v は語頭で [v]、母音間で [v] または [w]、それ以外では [w] として現れる。
|               |            | 両唇音 唇歯音 | 歯音 歯茎音 | そり舌音 | 後部歯茎音 硬口蓋音 | 軟口蓋音 | 声門音 |
| ------------- | ---------- | ------------- | ----------- | -------- | ------------------- | -------- | ------ |
| 破裂音 破擦音 | 無声無気音 | p             | t /t̪/       | ṭ /ʈ/    | c /tʃ/              | k        |        |
| 破裂音 破擦音 | 無声帯気音 | ph /pʰ/       | th /t̪ʰ/     | ṭh /ʈʰ/  | ch /tʃʰ/            | kh /kʰ/  |        |
| 破裂音 破擦音 | 有声無気音 | b             | d /d̪/       | ḍ /ɖ/    | j /dʒ/              | g        |        |
| 破裂音 破擦音 | 有声帯気音 | bh /bʱ/       | dh /d̪ʱ/     | ḍh /ɖʱ/  | jh /dʒʱ/            | gh /ɡʱ/  |        |
| 鼻音          | 鼻音       | m             | n           | ṇ /ɳ/    |                     |          |        |
| 摩擦音        | 無声音     |               | s           | š        |                     |          |        |
| 摩擦音        | 有声音     |               | (z)         |          |                     |          | h /ɦ/  |
| はじき音      | はじき音   |               | r           |          |                     |          |        |
| 半母音        | 半母音     | v             |             |          | y /j/               |          |        |
| 側面音        | 側面音     |               | l           | ḷ /ɭ/    |                     |          |        |

## 語彙
今日話されているグジャラート語は、イスラム教徒のスルタンの5世紀にわたる統治のために、他のインドの言語同様アラビア語、ペルシア語から多数の語彙を取り入れている。これは多くは世俗的、または非宗教的分野である。

## 筆記法
デーヴァナーガリー（サンスクリット語やヒンディー語を書くのに使われる文字）によく似たグジャラート文字で書かれるが、頭に横線（シローレーカー）がないほか、いくつかの違いがある。